# Inflação inercial
A inflação Inercial, ou teoria da inflação inercial, desenvolvida no Brasil no começo da década de 1980, refere-se à ideia de memória inflacionária, onde o índice  atual é a inflação passada mais a expectativa futura. A inflação se mantém no mesmo patamar sem aceleração inflacionária e é decorrente de mecanismos de indexação. Estes mecanismos podem ser formais e informais.
- Formais: regras específicas e legais de aumento, a exemplo de aluguéis e mensalidades escolares.
- Informais: quando os agentes são seguidores de preço, ou seja, aumentam o preço porque os outros também o fizeram[3].

A inflação inercial ocorre quando os preços de uma economia oferecem resistência às políticas de estabilização para atacar as causas primárias da inflação, é a chamada memória inflacionária. Essa inflação inercial é decorrente de mecanismos de indexação, que reajustam o valor das parcelas de contratos pela inflação do período passado, ou seja, mesmo que não tenha uma razão do preço aumentar, ele aumenta baseado nessa memória inflacionária.
No Brasil, na época da inflação elevada (nos anos 70 e 80) os contratos de diversos tipos tinham cláusulas de correção que eram auto-aplicáveis. Isso gerou na população um comportamento inflacionário: transferia-se para o mês seguinte a taxa de inflação do mês passado mesmo que não houvesse pressões de demanda ou de custo. Por ter sido real a correção da inflação no período 1964-1984, da economia brasileira ocorreu o que se chamou pelos acadêmicos de economia na época, de "Milagre Econômico", com crescimentos reais significantes e positivos nesse período.